# Karl McKay Wiegand
Karl McKay Wiegand ( 1873 - 1942 ) fue un botánico estadounidense.

## Algunas publicaciones

### Libros
- 1900. Investigations on the sporogony and embryogeny of certain monocotyledons. 55 pp.
- ---------, willard w. Rowlee. 1905. Introductory laboratory practice and field work in taxonomy: special morphology, and ecology of the higher plants. 58 pp.
- ---------, frederick william Foxworthy. 1908. A key to the genera of woody plants in winter: including those with representatives found growing wild or in cultivation within New York State. 33 pp.
- 1912. The genus Amelanchier in eastern North America. Ed. Cornell University. 163 pp.
- merritt lyndon Fernald, Karl McKay Wiegand. 1915. The genus Euphrasia in North America. Volumen 44 de Contributions from the Gray Herbarium of Harvard University. Ed. Gray Herbarium of Harvard University. 201 pp.
- ---------, arthur johnson Eames. 1939. The flora of the Cayuga Lake Basin. 50 pp.

## Honores

### Epónimos
- (Apiaceae) Eryngium wiegandii Adamović[1]
- (Asteraceae) Antennaria wiegandii Fernald[2]
- (Cactaceae) Opuntia wiegandii (Backeb.) G.D.Rowley[3]
- (Cyperaceae) Carex wiegandii Mack.[4]
- (Poaceae) Elymus wiegandii Fernald f. calvescens Fernald[5]
- (Rosaceae) Amelanchier wiegandii E.L.Nielsen[6]
- (Rosaceae) Rubus wiegandii L.H.Bailey[7]
- (Salicaceae) Salix wiegandii Fernald[8]

- La abreviatura «Wiegand» se emplea para indicar a Karl McKay Wiegand como autoridad en la descripción y clasificación científica de los vegetales.[9]